# Richard Meade
Richard Meade, född den 4 december 1938 i Cas-gwent i Wales, död 8 januari 2015, var en brittisk ryttare.
Han tog OS-guld i lagtävlingen i fälttävlan i samband med de olympiska ridsporttävlingarna 1972 i München.